# أرغن
أرغن (بالروسية: Аргун) هي إحدى مدن روسيا في الكيان الفدرالي الروسي الشيشان. الواقعة على نهر أرغن. السكان: 25,698 (إحصاء سكان 2002)؛ 25,491 (إحصاء سكان 1989)؛ 22,000 (1968).
في أبريل 2017، أُفيد بأن السلطات الشيشانية أقامت ما يسمى "معسكرات اعتقال للمثليين"، داخل المدينة.

## المناخ
يظهر الجدول التالي التغييرات المناخية على مدار السنة لأرغن:
| البيانات المناخية لـأرغن          | البيانات المناخية لـأرغن | البيانات المناخية لـأرغن | البيانات المناخية لـأرغن | البيانات المناخية لـأرغن | البيانات المناخية لـأرغن | البيانات المناخية لـأرغن | البيانات المناخية لـأرغن | البيانات المناخية لـأرغن | البيانات المناخية لـأرغن | البيانات المناخية لـأرغن | البيانات المناخية لـأرغن | البيانات المناخية لـأرغن | البيانات المناخية لـأرغن |
| الشهر                             | يناير                    | فبراير                   | مارس                     | أبريل                    | مايو                     | يونيو                    | يوليو                    | أغسطس                    | سبتمبر                   | أكتوبر                   | نوفمبر                   | ديسمبر                   | المعدل السنوي            |
| --------------------------------- | ------------------------ | ------------------------ | ------------------------ | ------------------------ | ------------------------ | ------------------------ | ------------------------ | ------------------------ | ------------------------ | ------------------------ | ------------------------ | ------------------------ | ------------------------ |
| متوسط درجة الحرارة الكبرى °م (°ف) | 1.1 (34.0)               | 2.8 (37.0)               | 8.4 (47.1)               | 17.5 (63.5)              | 23.5 (74.3)              | 27.8 (82.0)              | 30.4 (86.7)              | 29.9 (85.8)              | 24.5 (76.1)              | 16.7 (62.1)              | 9.3 (48.7)               | 3.4 (38.1)               | 16.3 (61.3)              |
| المتوسط اليومي °م (°ف)            | −2.3 (27.9)              | −1.0 (30.2)              | 4.0 (39.2)               | 11.6 (52.9)              | 17.5 (63.5)              | 21.8 (71.2)              | 24.5 (76.1)              | 23.9 (75.0)              | 18.8 (65.8)              | 11.7 (53.1)              | 5.6 (42.1)               | 0.4 (32.7)               | 11.4 (52.5)              |
| متوسط درجة الحرارة الصغرى °م (°ف) | −5.6 (21.9)              | −4.8 (23.4)              | −0.3 (31.5)              | 5.7 (42.3)               | 11.6 (52.9)              | 15.9 (60.6)              | 18.7 (65.7)              | 17.9 (64.2)              | 13.1 (55.6)              | 6.8 (44.2)               | 1.9 (35.4)               | −2.6 (27.3)              | 6.5 (43.8)               |
| الهطول مم (إنش)                   | 22 (0.9)                 | 23 (0.9)                 | 23 (0.9)                 | 34 (1.3)                 | 58 (2.3)                 | 71 (2.8)                 | 55 (2.2)                 | 43 (1.7)                 | 37 (1.5)                 | 31 (1.2)                 | 28 (1.1)                 | 24 (0.9)                 | 449 (17.7)               |
| المصدر:                           |                          |                          |                          |                          |                          |                          |                          |                          |                          |                          |                          |                          |                          |

## أعلام
- عبد الحليم سعدلاييف